# کلینتون (ایلینوی)
کلینتون، ایلینوی (به انگلیسی: Clinton, Illinois) یک شهر در ایالات متحده آمریکا با جمعیت ۷٬۲۲۵ نفر است که در ایلی‌نوی واقع شده‌است.

## موقعیت جغرافیایی
موقعیت جغرافیایی شهرها و مناطق اطراف به شرح زیر است: